# Watt (album)
Watt är det sjätte albumet av det brittiska bluesrockbandet Ten Years After. Det utkom 1970. Musikaliskt fortsätter skivan i samma spår som deras föregående LP Cricklewood Green. Skivan avslutas med en liveinspelning av Chuck Berrys "Sweet Little Sixteen" från Isle of Wight-festivalen 1970. Vinylutgåvorna släpptes med ett utvikskonvolut. Graham Nash bidrog till designen av omslaget då han bearbetade de ursprungliga fotografiernas färger till de mer grälla som syns på konvolutet.

## Låtlista
Samtliga låtar skrivna av Alvin Lee, om annat inte anges.
1. "I'm Coming On" - 3:48
2. "My Baby Left Me" - 5:23
3. "Think About the Times" - 4:43
4. "I Say Yeah" - 5:17
5. "The Band With No Name" - 1:37
6. "Gonna Run" - 6:02
7. "She Lies in the Morning" - 7:24
8. "Sweet Little Sixteen" (live) (Chuck Berry) - 4:09

## Listplaceringar
| Lista (1970-1971) | Position            |
| ----------------- | ------------------- |
| Australien        | 13                  |
| Danmark           | 7                   |
| Finland           | 7                   |
| Frankrike         | 9                   |
| Nederländerna     | 2                   |
| Norge             | 8 (VG-lista)        |
| Storbritannien    | 5 (UK Albums Chart) |
| Sverige           | 17 (Kvällstoppen)   |
| USA               | 21 (Billboard 200)  |
| Västtyskland      | 9                   |